# Wardrope
Wardrope è il secondo singolo estratto dall'album A New Stereophonic Sound Spectacular della band Hooverphonic.

## Tracce
1. Wardrope (Album Version)
2. Wardrope (Jungle Remix)